# Heiko Gerber
Heiko Gerber (* 11. Juli 1972 in Stollberg/Erzgeb.) ist ein ehemaliger deutscher Fußballspieler und heutiger -trainer, der bevorzugt auf der linken Abwehrseite zum Einsatz kam, aber auch im linken Mittelfeld aufgestellt wurde. Er ist seit Juli 2022 Cheftrainer der Frauenmannschaft des VfB Stuttgart.

## Sportliche Laufbahn

### Vereinskarriere
Über die Stationen Chemnitz, Bielefeld und Nürnberg kam Gerber 1999 zum VfB Stuttgart. 2006/07 gewann Gerber mit dem VfB die deutsche Meisterschaft – ohne in diesem Spieljahr einen Einsatz verzeichnen zu können. Es war der erste Titelgewinn in seiner Profikarriere. Im Finale des DFB-Pokals 2006/07 verspielten die Stuttgarter, die Gerber nicht aufboten, jedoch die Chance, die Saison mit dem Double zu krönen.
Nachdem er beim VfB keine Chance mehr auf einen Stammplatz bekommen hatte, entschied sich Gerber seine Karriere nach der Sommerpause 2007 noch für 2 Jahre beim FC Ingolstadt 04 fortzusetzen. Dort stieg er 2008 als Führungsspieler am letzten Spieltag der Regionalliga Süd in die 2. Bundesliga auf. Nach dem Abstieg des FC Ingolstadt in die 3. Liga wechselte Gerber im Juli 2009 zum Regionalligisten SSV Ulm 1846. Für den Sommer 2010 kündigte er sein Karriereende an, um anschließend beim VfB Stuttgart als Trainer im Juniorenbereich tätig zu werden.
Insgesamt bestritt Gerber 199 Bundesligaspiele und erzielte elf Tore.

### Auswahleinsätze
Er gehörte zum DFB-Kader bei der 1999er-Ausgabe des Konföderationen-Pokals. Im Rahmen des Turniers in Mexiko verzeichnete er seine beiden einzigen Auftritte in der deutschen A-Nationalelf.
Zehn Jahre zuvor hatte er als Teenager das DDR-Trikot getragen und dort mit der Zweitvertretung der ostdeutschen Juniorenauswahl bei den Jugendwettkämpfen der Freundschaft im Vorwendesommer den 9. Rang belegt.

## Trainerlaufbahn
Gerber absolvierte die Fußballlehrerausbildung an der Hennes-Weisweiler-Akademie in Hennef und erhielt am 20. März 2017 die UEFA Pro Lizenz. Bei seinem früheren Verein VfB Stuttgart übte er mehrere Trainerfunktionen im Nachwuchsbereich aus. Von Sommer 2020 bis Sommer 2023 war er Co-Trainer der U21-Mannschaft des VfB. Seit Juli 2022 ist er Cheftrainer der ersten Frauenmannschaft des VfB Stuttgart.
Am 28. Juli 2022 übernahm Heiko Gerber den Cheftrainerposten von Vereinsmanagerin Lisa Lang, die das Amt zuvor interimsweise besetzt hatte. Lisa Lang ist seit März 2023 Teammanagerin. Die erste Oberliga-Saison beendete man mit vielen schweren Verletzungen, unter anderem fünf Kreuzbandrissen, auf Platz 2.
In der Saison 2023/24 stieg die erste Frauenmannschaft durch den Gewinn des Meistertitels in die drittklassige Regionalliga Süd auf.
In der Saison 2024/25 gewann Heiko Gerber auch hier die Meisterschaft und marschierte damit direkt in die 2. Frauen-Bundesliga durch.

## Erfolge als Spieler
- Deutscher Meister: 2007 (VfB Stuttgart)
- Aufstieg in die 2. Bundesliga: 2008 (FC Ingolstadt)

## Erfolge als Trainer
- Meister Frauen-Oberliga Baden-Württemberg und Aufstieg in die Regionalliga Süd: 2023 (VfB Stuttgart Frauen)

- Meister Regionalliga Süd (Frauen) und Aufstieg in die 2. Frauen-Bundesliga: 2023 (VfB Stuttgart Frauen)